# Перелік ударів по житловій забудові під час російського вторгнення (червень 2024)
Удари по житловій забудові України під час російсько-української війни — воєнний злочин, скоєний російськими військовими під час повномасштабного військового вторгнення в Україну.
У переліку подано інформацію про удари по житловій та громадській забудові, а також обстріли відкритої території у яких відомо про постраждалих цивільних. Подано інформацію про атаки протягом червня 2024 року, яка була опублікована у відкритих джерелах.

## Загальна інформація
Згідно моніторингової місії ООН з прав людини в Україні відомо про 161 загиблого цивільного українця протягом червня 2024 року.

### Руйнування населених пунктів прилеглих до лінії зіткнення
У населених пунктах які знаходяться біля лінії бойового зіткнення, постійно відбуваються обстріли житлової та іншої цивільної забудови (у тому числі медичних установ, навчальних закладів, комерційної забудови). Впродовж червня 2024 року, обстріли відбувалися вздовж прикордонних громад Чернігівщини, Сумщини, та Харківщини, а також громад Запорізької, Дніпропетровської, Херсонської та Миколаївської областей із використанням ракет, безпілотників, мінометів, артилерії, реактивних систем залпового вогню, вогнем бронетехніки та стрілецької зброї.
Вздовж державного кордону:
- У Чернігівській області — Корюківська, Новгород-Сіверська, Семенівська, Сновська громади.
- У Сумській області — Білопільська, Великописарівська, Глухівська, Краснопільська, Миропільська, Новослобідська, Путивльська, Хотінська, Юнаківська громади.
- У Харківській області — Вільхуватська, Вовчанська, Дворічанська, Дергачівська, Золочівська, Липецька громади

Між тимчасово окупованою територією:
- У Харківській області — Борівська, Дворічанська, Ізюмська, Кіндрашівська, Куп'янська, Курилівська, Оскільська, Петропавлівська громади
- У Луганській області — Красноріченська, Лисичанська громади
- У Донецькій області — Званівська, Сіверська громади
- У Запорізькій області —
- У Херсонській області —
- У Миколаївській області —

## Перелік атак
Червоним кольором позначені атаки у яких відомо про загибель людей.
| дата і місце | дата і місце                             | тип зброї         | подробиці атаки, жертви (загиблі/поранені)                                          | подробиці атаки, жертви (загиблі/поранені) |
| ------------ | ---------------------------------------- | ----------------- | ----------------------------------------------------------------------------------- | ------------------------------------------ |
| 01/06        | Львівська обл.                           | ракетний удар     | у ніч на 1 червня армія рф завдала ударів по енергооб'єктах у різних областях       | 0/4                                        |
| 01/06        | Івано-Франківська обл.                   | ракетний удар     | у ніч на 1 червня армія рф завдала ударів по енергооб'єктах у різних областях       | —                                          |
| 01/06        | Кіровоградська обл.                      | ракетний удар     | у ніч на 1 червня армія рф завдала ударів по енергооб'єктах у різних областях       | —                                          |
| 01/06        | Дніпропетровська обл.                    | ракетний удар     | у ніч на 1 червня армія рф завдала ударів по енергооб'єктах у різних областях       | 0/4                                        |
| 01/06        | Запорізька обл.                          | ракетний удар     | у ніч на 1 червня армія рф завдала ударів по енергооб'єктах у різних областях       | —                                          |
| 01/06        | Донецька обл.                            | ракетний удар     | у ніч на 1 червня армія рф завдала ударів по енергооб'єктах у різних областях       | —                                          |
| 01/06        | Харківська обл., Чайківка                | УМПБ Д-30         | пошкоджено житлові будинки та господарчі будівлі                                    | 0/2                                        |
| 02/06        | Харківська обл., Дачне                   | —                 | атака на територію відпочинкового комплексу, пошкоджені будинки бази відпочинку     | 1/2                                        |
| 02/06        | Харківська обл., Андріївка               | авіабомбовий удар | пошкоджено приватний будинок, постраждали цивільні 76 та 85 років                   | 0/2                                        |
| 02/06        | Херсон                                   | артобстріл        | російські військові поцілили у житлові квартали та приватні будинки                 | —                                          |
| 04/06        | Сумська обл., Середина-Буда              | артобстріл        | 70-річний цивільний на власному подвірʼї отримав поранення, від яких загинув        | 1/0                                        |
| 04/06        | Сумська обл., Конотоп                    | артобстріл        | уражена виробнича інфраструктура міста                                              | —                                          |
| 04/06        | Дніпро                                   | Іскандер-К        | ураження уламками ракети житлової забудови                                          | 0/6                                        |
| 05/06        | Донецька обл., Селидове                  | авіабомбовий удар | атака двома авіабомбами міста, є пошкодження житлових будинків                      | 0/6                                        |
| 06/06        | Херсон                                   | артобстріл        | пошкоджені три житлові будинки, господарчі споруди, авто та недіючий гіпермаркет    | —                                          |
| 07/06        | Харківська обл., Чугуїв                  | Shahed 136        | пошкоджена цивільна інфраструктура та житлові будинки                               | 0/2                                        |
| 08/06        | Дніпропетровська обл., Червоногригорівка | артобстріл        | пошкоджена інфраструктура, адмінбудівлі, приватне житло, загинув пенсіонер          | 1/0                                        |
| 08/06        | Дніпропетровська обл., Нікопольський р-н | Shahed 136        | подвійний удар по цивільній інф-рі та рятувальниках що ліквідовували наслідки атаки | 0/1                                        |
| 09/06        | Херсонська обл., Білозерка               | БпЛА              | окупанти скинули вибухівку з дрона на бригаду медиків, які поспішали на виклик      | 0/1                                        |
| 10/06        | Харків                                   | авіабомбовий удар | приліт керованої авіабомби на околиці міста в район житлової забудови               | 0/8                                        |
| 10/06        | Миколаївська обл., Баштанський р-н       | ракетний удар     | пошкоджено будинки та авто                                                          | —                                          |
| 10/06        | Херсон                                   | артобстріл        | обстріл житлових кварталів міста, під час якого травмувано 102-річну довгожительку  | 0/1                                        |
| 10/06        | Донецька обл., Костянтинівка             | авіабомбовий удар | ворог скинув на житловий квартал у Костянтинівці                                    | 0/5                                        |
| 11/06        | Донецька обл., Сіверськ                  | авіабомбовий удар | відомо про авіабомбовий удар по цивільній нежитловій будівлі                        | —                                          |
| 12/06        | Дніпропетровська обл., Кривий Ріг        | ракетний удар     | влучання у адмінбудівлю та житловий сектор, жертви: 9/29                            | 9/29                                       |
| 12/06        | Донецьк                                  | авіабомбовий удар | російськими військовими було завдано помилкового удару по лікарні у Донецьку        | 2/2                                        |
| 13/06        | Донецька обл., Селидове                  | —                 | пошкоджені багатоповерхівки, крамниці, адміністративні будівлі                      | 0/5                                        |
| 14/06        | Харківська обл., Кутузівка               | авіабомбовий удар | атакований будинок, території ферм, сільськогосподарська техніка                    | 1/0                                        |
| 14/06        | Харківська обл., Богуславка              | авіабомбовий удар | зруйновано два житлових будинки та три будинки пошкоджені                           | 0/2                                        |
| 14/06        | Сумська обл., Есмань                     | БпЛА              | російські війська обстріляли соціальний автобус                                     | 0/3                                        |
| 15/06        | Херсонська обл., Станіслав               | БпЛА              | військові РФ скинули вибухівку з дрона на фермерське господарство                   | 1/1                                        |
| 15/06        | Донецька обл., Улакли                    | РСЗВ              | пошкоджено декілька приватних домоволодінь та автомобілів                           | 3/5                                        |
| 17/06        | Полтавська обл., Полтавський р-н         | ракетний удар     | обстріл житлових будинків та цивільної інфраструктури, жертви: 0/9                  | —                                          |
| 19/06        | Харківська обл., Вільхівка               | артобстріл        | відомо про жертви серед цивільного населення унаслідок обстрілу житлової забудови   | 1/1                                        |
| 19/06        | Харків                                   | авіабомбовий удар | відомо про пошкодження дитячого табору та житлового будинку                         | —                                          |
| 19/06        | Харківська обл., Новоосинове             | артобстріл        | відомо про жертви серед цивільного населення унаслідок обстрілу житлової забудови   | 0/2                                        |
| 19/06        | Львівська обл., Малехів                  | Shahed 136        | пошкодження офісного приміщення внаслідок влучання БпЛА                             | 0/1                                        |
| 19/06        | Херсон                                   | артобстріл        | відомо про обстріл російськими військовими житлових кварталів Херсону               | 0/2                                        |
| 20/06        | Харківська обл., Липці                   | авіабомбовий удар | заявлене влучання ФАБ-3000 М-54, по покинутій будівлі                               | —                                          |
| 21/06        | Запорізька обл.                          | авіабомбовий удар | внаслідок авіаудару знищено приватний житловий будинок                              | 1/2                                        |
| 22/06        | Харків                                   | авіабомбовий удар | завдано удар по житловому будинку та виробничому підприємству                       | 2/54                                       |
| 22/06        | Івано-Франківськ                         | ракетний удар     | внаслідок російського удару зруйнований корпус навчального закладу                  | —                                          |
| 23/06        | Харків                                   | авіабомбовий удар | авіамбомбами поцілено у приватний будинок та дитячий навчальний заклад              | 1/11                                       |
| 23/06        | Донецька обл., Селидове                  | авіабомбовий удар | руйнувань зазнали житлові будинки приватного сектору                                | 0/5                                        |
| 24/06        | Донецька обл., Покровськ                 | Іскандер-М        | удар двома балістичними ракетами по приватних житлових будинках                     | 5/41                                       |
| 24/06        | Донецька обл., Торецьк                   | артобстріл        | влучання у приватний житловий будинок                                               | 1/1                                        |
| 24/06        | Одеса                                    | Іскандер-К        | одна з ракет влучила у об'єкт цивільної інфраструктури                              | —                                          |
| 25/06        | Харків                                   | авіабомбовий удар | керованими авіабомбами пошкоджені багатоквартирні будинки                           | —                                          |
| 26/06        | Харківська обл., Дергачі                 | авіабомбовий удар | пошкоджені житлові будівелі та пожежа на території одного з приватних домоволодінь  | 0/9                                        |
| 26/06        | Одеська обл.                             | ракетний удар     | відомо про влучання по цивільному об'єкту Одещини                                   | —                                          |
| 26/06        | Херсон                                   | артобстріл        | унаслідок обстрілу пошкоджено приміщення гуманітарного штабу та автомобілі          | 0/5                                        |
| 26/06        | Херсон                                   | БпЛА              | російська атака з безпілотника двох дітей та дорослих у житловій забудові міста     | 0/2                                        |
| 27/06        | Харків                                   | авіабомбовий удар | удар по житловій забудові та ХАІ, одна бомба не розірвалася                         | 0/3                                        |
| 28/06        | Дніпро                                   | ракетний удар     | влучання ракети у житлову багатоповерхівку                                          | 2/12                                       |
| 28/06        | Донецька обл., Селидове                  | авіабомбовий удар | пошкоджено 7 багатоповерхівок, 5 приватних будинків і 4 адмінбудівлі                | 0/6                                        |
| 29/06        | Запорізька обл., Вільнянськ              | ракетний удар     | влучання у житлові та торгові будинки                                               | 7/36                                       |
| 30/06        | Харків                                   | авіабомбовий удар | авіаудар по цивільній будівлі, пошкоджене відділення пошти і вантажні авто          | 1/8                                        |
| 30/06        | Київ                                     | ракетний удар     | від уламків ракети впошкоджено 14-поверховий житловий будинок                       | 0/5                                        |